# Список глав государств в 871 году
Список глав государств в 870 году — 871 год — Список глав государств в 872 году — Список глав государств по годам

## Азия
- Аббасидский халифат — аль-Мутамид, халиф (870 — 892)
  - Армянский эмират — Ашот I, ишхан (855 — 885)
  -  Алавиды — Хассан ибн-Зейд, эмир (864 — 884)
  -  Зийядиды — Ибрагим ибн Мухаммад, эмир (859 — 902)
  -  Саманиды — Наср ибн Ахмад, эмир (864 — 892)
  -  Саффариды — Якуб ибн Лейс ас-Саффар, эмир (861 — 878)
  -  Табаристан (Баванди) — Рустам II, испахбад (867 — 896)
  -  Хорасан (Тахириды) — Мухаммед, эмир (862 — 873)
  -  Хамданиды — Хамдана ибн Хамдун, эмир (868 — 874)
  - Яфуриды — Йафур ибн Абд ар-Рахман, имам (847 — 872)
- Абхазское царство — Димитрий II, царь (837 — ок. 872)
- Бохай (Пархэ) — Да Цяньхуан, ван (858 — 872)
- Вайтхали[англ.] — Павла Тенг Санда, царь[англ.] (849 — 875)
- Грузия —
  - Кахетия — Габриэль, князь[англ.] (861 — 881)
  - Тао-Кларджети — Баграт I, куроплат (839 — 876)
  - Тбилисский эмират — Иса бен аш-Шейх аш-Шайбан, эмир (870 — 876)
- Индия — 
  - Венги (Восточные Чалукья) — Гунага Виджаядитья III, махараджа (849 — 892)
  - Гурджара-Пратихара — Михра Бходжа I, махараджа (836 — 890)
  - Западные Ганги — Рашамалла II, махараджа (870 — 907)
  - Качари[англ.] — Вирочана, царь[англ.] (835 — 885)
  - Кашмир — Авантиварман, царь[нем.] (855 — 883)
  - Пала — Нараянапала, царь (855 — 908)
  - Паллавы (Анандадеша) — Нрипатунгаварман, махараджа (854 — 879)
  - Пандья — Варагунаварман II, раджа (862 — 880)
  - Парамара[англ.] — Сияка I, махараджа[англ.] (843 — 891)
  - Раштракуты — Амогхаварша I, махараджадхираджа (814 — 878)
  - Чола — Виджаялая, махараджа (848 — 881)
  - Ядавы (Сеунадеша) — Сеуначандра I, махараджа (870 — 900)
- Индонезия — 
  - Матарам (Меданг) — Локапала, шри-махараджа (850 — 890)
  - Сунда — Прабу Гайях Кулон, король (819 — 891)
- Камарупа — Балаварман III, царь (860 — 880)
- Караханидское государство — Кул Билга-хан, хан (840 — 893)
- Китай (Династия Тан) — И-цзун (Ли Цуй), император (859 — 873)
- Кхмерская империя (Камбуджадеша) — Рудраварман, император (ок. 860 — 877)
- Наньчжао — Цзинчжуан-хуанди (Мэн Шилун), ван (859 — 877)
- Паган — Пинбья, король[англ.] (846 — 878)
- Раджарата (Анурадхапура) — Сена II, король (866 — 901)
- Силла — Кёнмун, ван (861 — 875)
- Тямпа — Индраварман II, князь (ок. 854 — ок. 898)
- Ширван — Хайсам ибн Халид, ширваншах (861 — 881)
- Япония — Сэйва, император (858 — 876)

## Африка
- Гао — Конкодьей, дья (ок. 850 — ок. 880)
- Берегватов Конфедерация — Юнус ибн Ильяс, король (ок. 842 — ок. 888)
- Идрисиды — Али ибн Умар ибн Идрис ас-Сагир, халиф Магриба (866 — 880)
- Ифрикия (Аглабиды) — Абу-ль-Гараник Мухаммад ибн Ахмад, эмир (864 — 875)
- Канем — Фуне, маи (ок. 835 — ок. 893)
- Макурия — Георгий I, царь (ок. 870 — ок. 892)
- Некор[англ.] — Саид II ибн Салих, эмир[англ.] (864 — 916)
- Рустамиды — Абу Саид Афлах ибн Абд ал-Ваххаб, имам (823 — 872)
- Сиджильмаса — Маймун ал-Амир, эмир (867 — 876)
- Тулунидов государство — Ахмед ибн Тулун, эмир (868 — 884)

## Европа
- Англия — 
  - Восточная Англия — Освальд, король (870 — 876)
  - Думнония — Донарт, король (865 — 876)
  - Мерсия — Бургред, король (852 — 874)
  - Нортумбрия — Экгберт I, король (867 — 872)
  - Уэссекс — 
    - Этельред I, король (865 — 871)
    - Альфред Великий, король (871 — 899)
- Блатенское княжество — Коцел, князь (860 — 876)
- Болгарское царство — Борис I, князь (852 — 889)
- Венецианская республика — Орсо I Партечипацио, дож (864 — 881)
- Византийская империя — Василий I Македонянин, император (867 — 886)
- Восточно-Франкское королевство — Людовик II Немецкий, король (843 — 876)
  - Бавария — Карломан, король (865 — 880)
  - Паннонская марка — Арибо, маркграф (871 — 909)
  - Саксония — Бруно, герцог (866 — 880)
  - Тюрингия — Тахульф, маркграф (849 — 873)
- Гасконь — Санш III Митарра, герцог (864 — ок. 893)
- Западно-Франкское королевство — Карл II Лысый, король (843 — 877)
  - Аквитания — Людовик II Заика, король (866 — 879)
  - Ампурьяс — 
    - Суньер II, граф  (862 — 915)
    - Дела, граф  (862 — 894/895)

  - Ангулем — Вульгрин I, граф (866 — 886)
  - Барселона — Бернар Готский, граф (864 — 878)
  - Бретань — Саломон, король (857 — 874)
    - Ванн — Паскветен, граф (851 — 877)
    - Нант — Паскветен, граф (870 — 877)

  - Бретонская марка — Гуго Аббат, маркиз (866 — 886)
  - Готия — Бернар Готский, маркиз (864 — 878)
  - Жирона — Бернар Готский, граф (870 — 878)
  - Каркассон — Олиба II, граф (ок. 865 — 879)
  - Конфлан — Миро I Старый, граф (870 — 896)
  - Мэн — Гозфрид, граф (865 — 878)
  - Нормандская марка — Гозфрид, маркиз (865 — 878)
  - Овернь[англ.] — Бернар II Плантвелю, граф (868 — 888)
  - Отён — 
    - Эд I, граф (867 — 871)
    - Бернар III, граф (871 — 872)

  - Париж — Конрад Черный, граф (866 — 882)
  - Пуатье — Бернар III Готский, граф (866 — 872)
  - Руссильон — Бернар Готский, граф (865 — 878)
  - Руэрг — Бернар II Телёнок, граф (865 — 872)
  - Серданья — Вифред I Волосатый, граф (870 — 897)
  - Труа — 
    - Эд I, граф (852 — 858, 866 — 871)
    - Эд II, граф (871 — 876)

  - Тулуза — Бернар II Телёнок, маркграф (865 — 872)
  - Урхель — Вифред I Волосатый, граф (870 — 897)
  - Фландрия — Бодуэн I Железная Рука, граф (863 — 879)
  - Шалон — Экхард, граф (863 — 877)
- Ирландия — Аэд Финдлиат, верховный король (862 — 879)
  - Айлех — Аэд Финдлиат, король (ок. 855 — 879)
  - Дублин — 
    - Олав I, король (ок. 853 — 871)
    - Ивар I, король (856 — 873)

  - Коннахт — Конхобар I, король (848 — 882)
  - Лейнстер — 
    - Айлил II, король (869 — 871)
    - Домналл, король (871 — 884)

  - Миде — Доннхад мак Эохокайн, король (864 — 877)
  - Мунстер — Кенн Фаэлад Уа Мугтигирн, король (859 — 872)
  - Ольстер — 
    - Каталан мак Индрехтейг, король (857 — 871)
    - Лехлобар мак Лойнгсиг, король (857 — 873)
- Испания —
  - Арагон — Аснар II Галиндес, граф (867 — 893)
  - Астурия — Альфонсо III Великий, король (866 — 910)
    - Алава — Вела Хименес, граф (870 — 883)
    - Кастилия — Родриго, граф (850 — 873)

  - Кордовский эмират — Мухаммад I, эмир (852 — 886)
  - Наварра — Гарсия I Иньигес, король (851/852 — 882)
- Италия —
  - Беневенто — Адельхиз, князь (854 — 878)
  - Гаэта — Марин I, консул[англ.] (866 — 890)
  - Капуя — Ландульф II, князь (863 — 879)
  - Неаполь — Сергий II, герцог (870 — 877)
  - Салерно — Гвефер, князь (861 — 880)
- Критский эмират — Саид I, эмир (841 — 880)
- Лотарингия — 
  - Карл II Лысый, король (869 — 877)
  - Людовик II Немецкий, король (870 — 876)
  - Верхняя Бургундия — Конрад, маркграф (864 — 876)
  - Эно (Геннегау) — Ангерран I, граф (870 — 880)
- Моравия Великая — Святополк I, князь (870 — 894)
- Новгородское княжество — Рюрик, князь (862 — 879)
- Паннонская Хорватия — Светимир, князь (838 — ок. 880)
- Папская область — Адриан II, папа римский (867 — 872)
- Португалия — Вимарано Переш, граф (868 — 873)
- Приморская Хорватия — Домагой, герцог (864 — 876)
- Прованс (Нижняя Бургундия) — Людовик II, король (863 — 875)
  - Вьенн — Бозон Вьеннский, граф (871 — 887)
- Сербия — Мутимир, князь (ок. 851 — 891)
- Италийское королевство — Людовик II, король Италии, император Запада (855 — 875)
  - Сполето — 
    - Ламберт II, герцог (860 — 871, 876 — 880)
    - Суппо III, герцог (871 — 876)

  - Тосканская марка — Адальберт I, маркграф (846 — 886)
  - Фриульская марка — Унрош III, маркграф (866 — 874)
- Уэльс —
  - Брихейниог — Элисед I, король (840 — 885)
  - Гвент — Фернвайл III ап Мейриг, король (860 — 880)
  - Гвинед — Родри ап Мервин, король (844 — 878)
  - Гливисинг — Хивел ап Рис, король (856 — 886)
  - Сейсиллуг — Гугон ап Меуриг, король (808 — 871)
- Хазарский каганат — Исаак, бек (ок. 870 — ок. 875)
- Швеция — Эрик Анундсон, конунг (ок. 867 — 882)
- Шотландия —
  - Альба — Константин I, король (862 — 877)
  - Стратклайд (Альт Клуит) — Артгал ап Думнагуал, король (850 — 872)

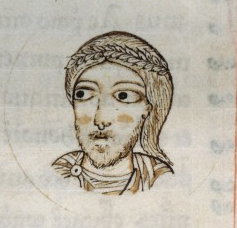
Людовик II 855-875 Император Запада
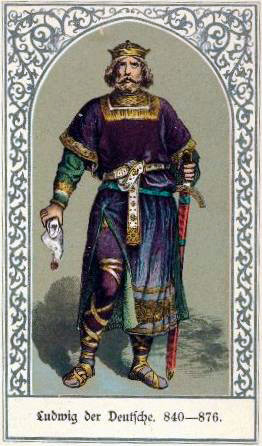
Людовик II Немецкий 843-876 Король Восточно-Франкского королевства
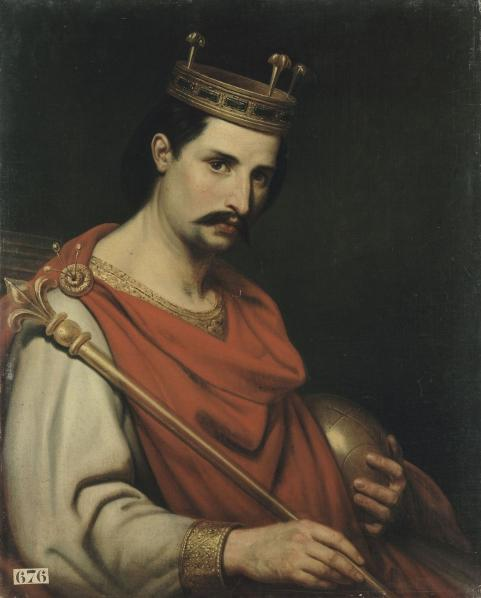
Карл II Лысый 843-877 Король Западно-Франкского королевства
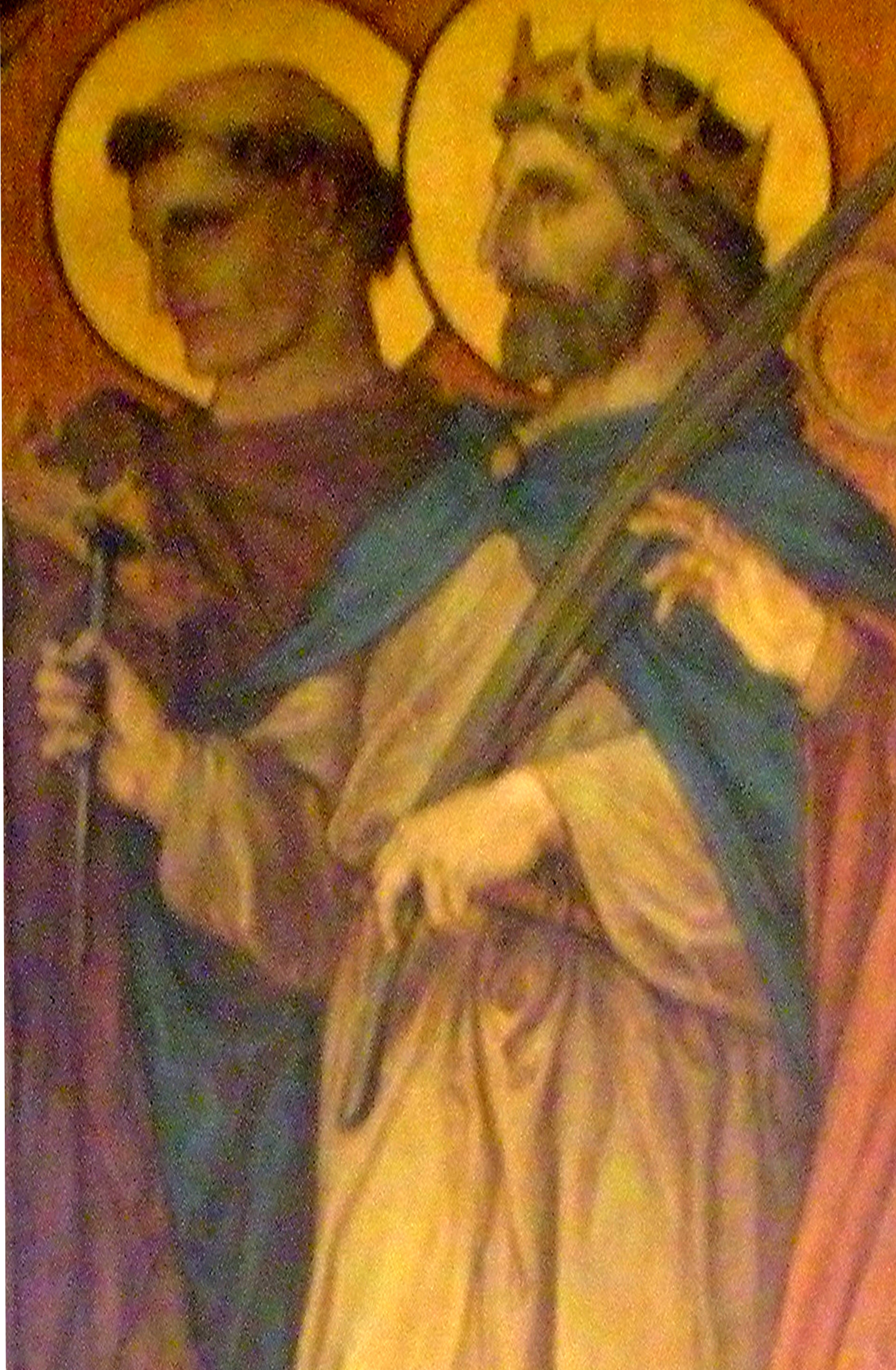
Саломон 857-874 Король Бретани
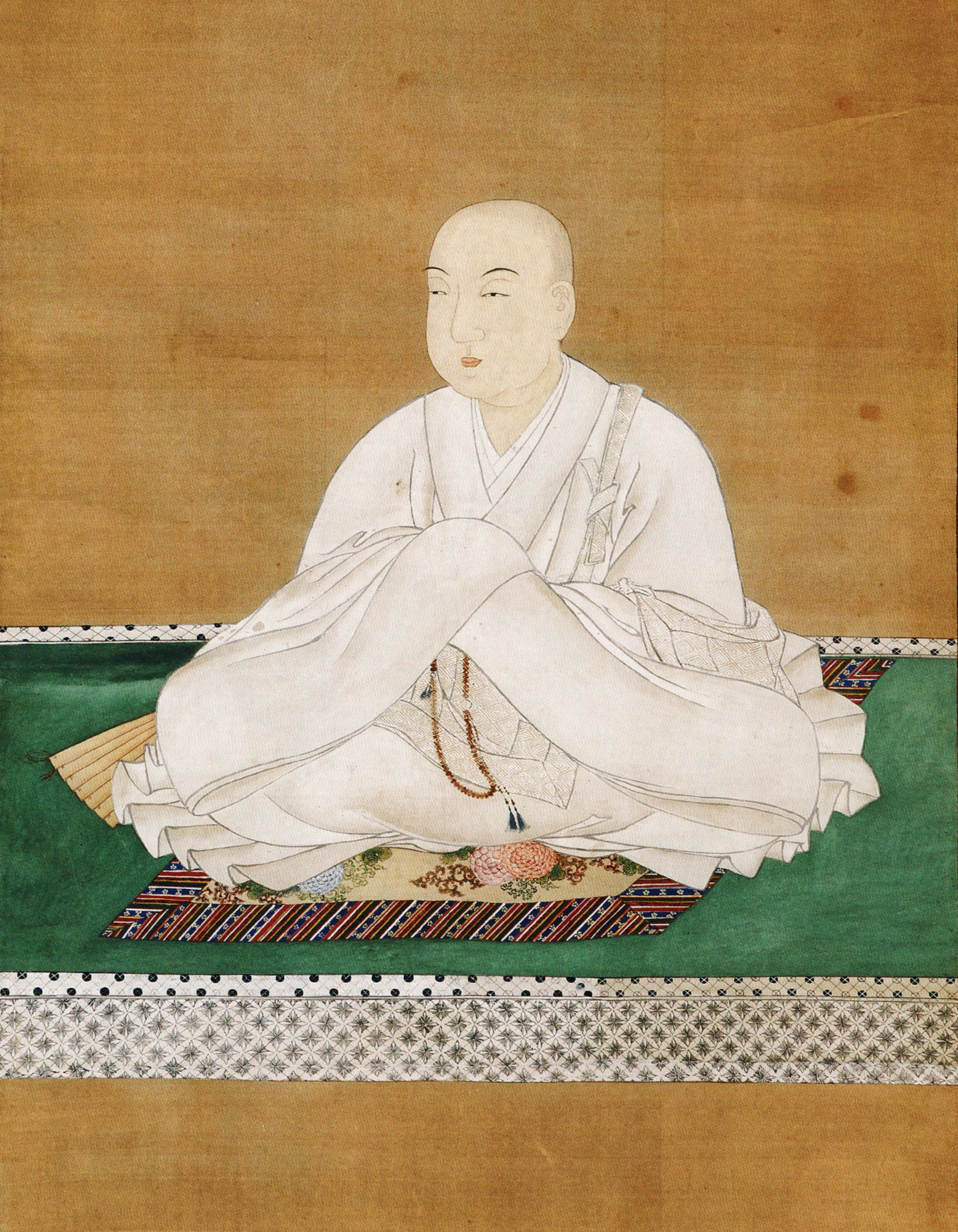
Сэйва 858-876 Император Японии
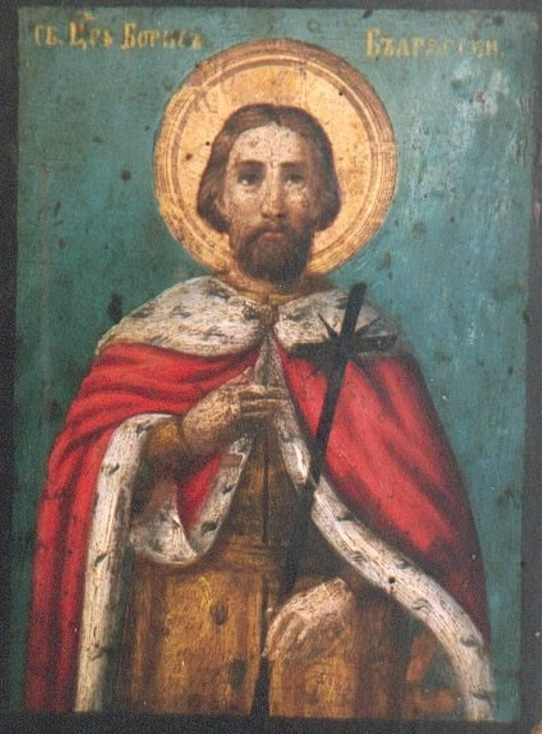
Борис I 852-889 Хан Болгарии
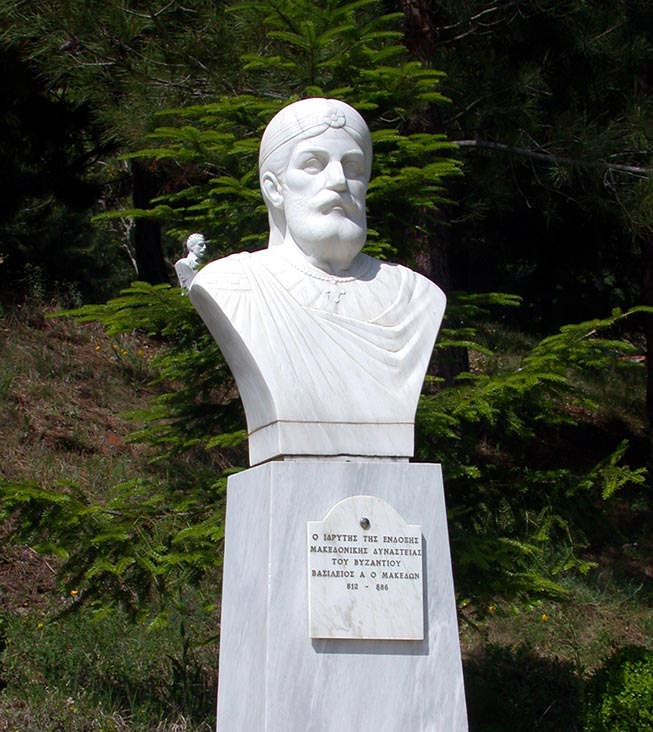
Василий I 867-886 Император Византии
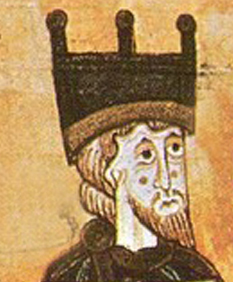
Альфонсо III Великий 866-910 Король Астурии
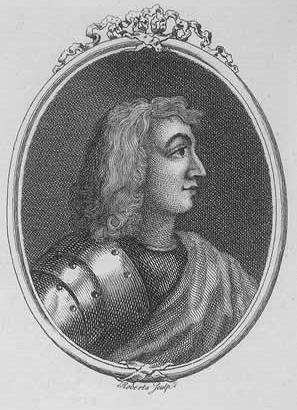
Константин  I 862-877 Король Шотландии
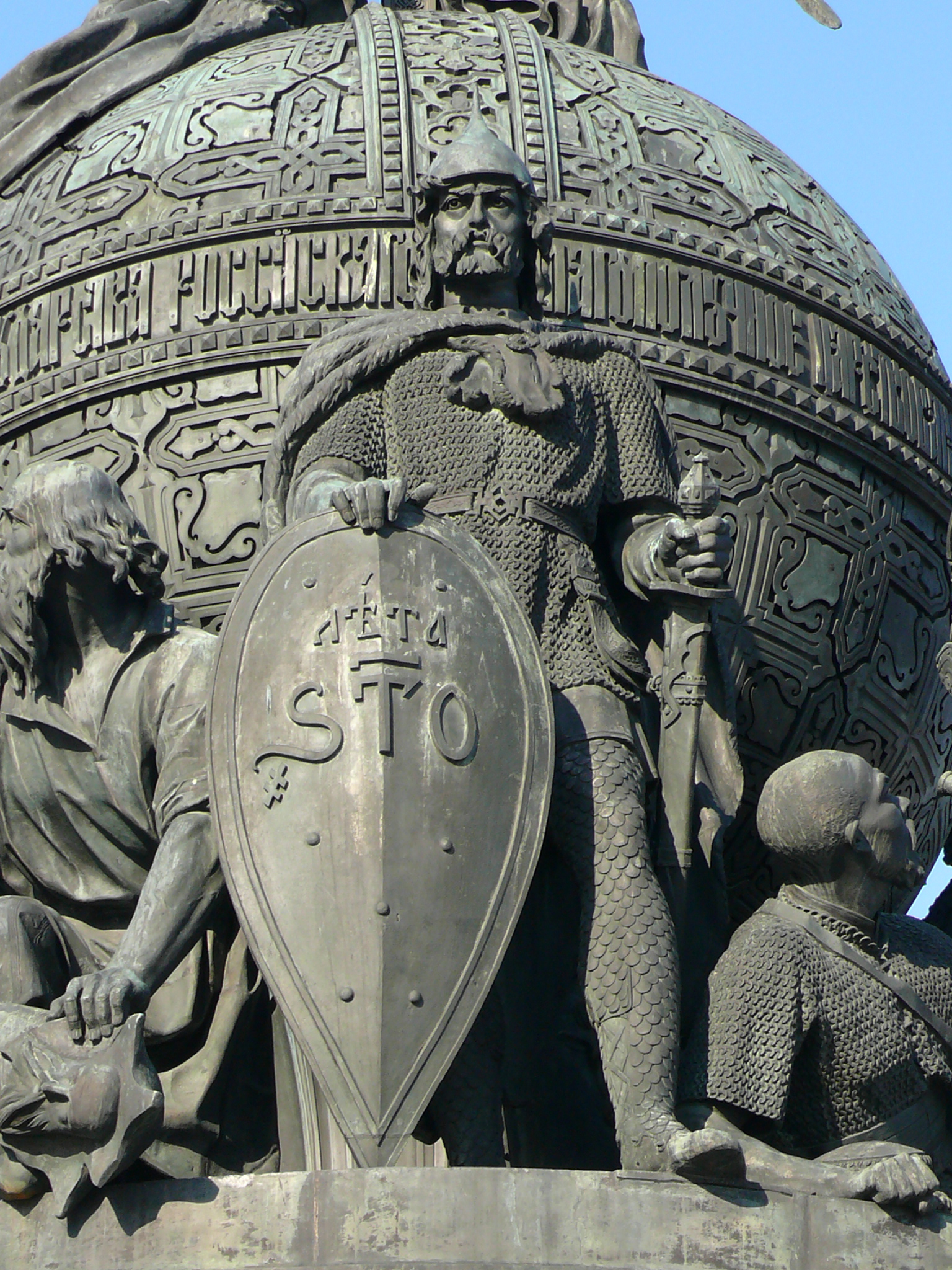
Рюрик 862-879 Князь Новгородский
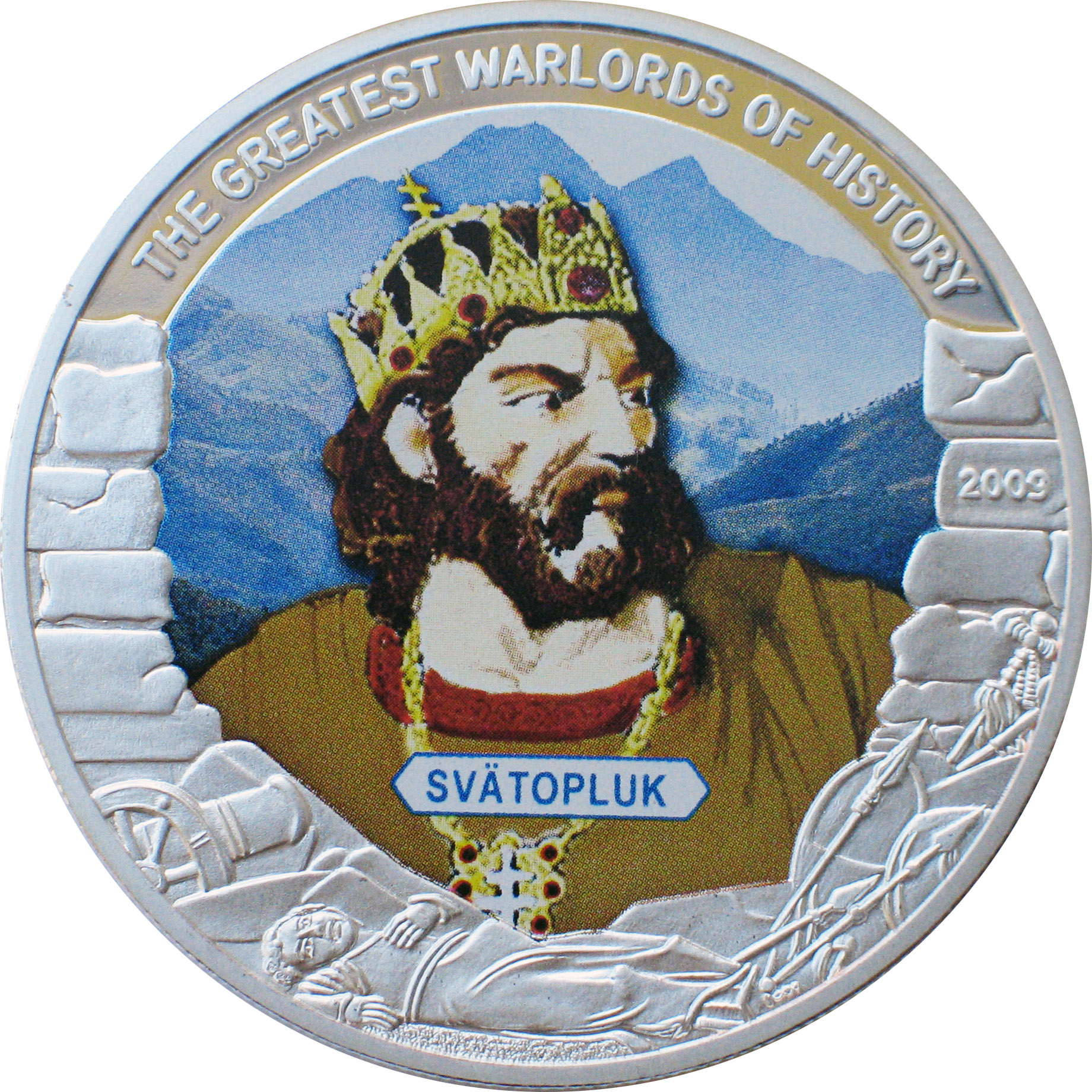
Святополк 870-894 Князь Великой Моравии
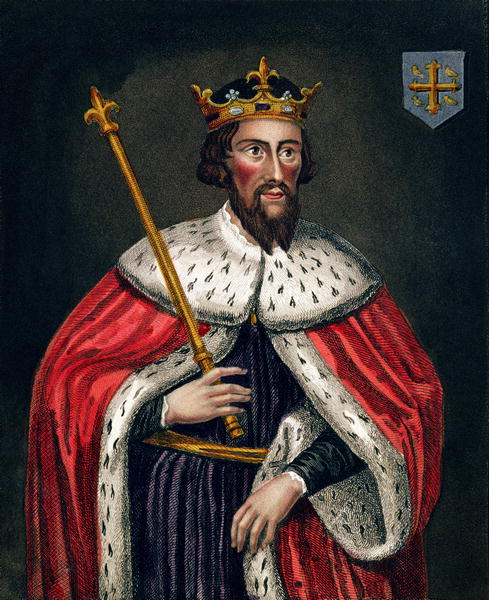
Альфред Великий 871-899 Король Уэссекса
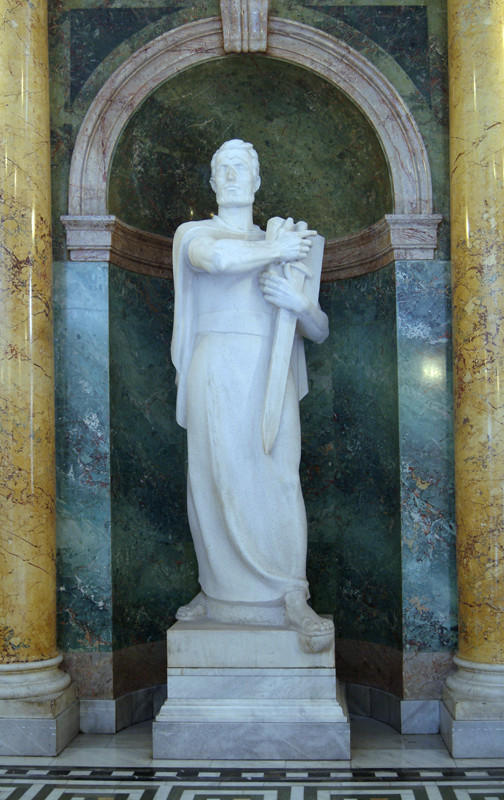
Коцел 860-876 Князь Блатенского княжества
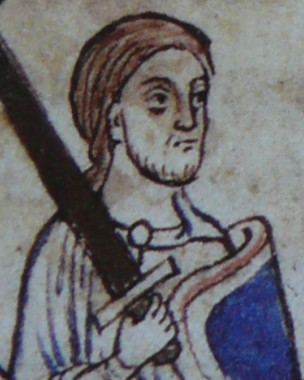
Бруно 866-880 Герцог Саксонии
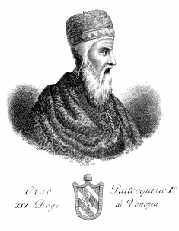
Орсо I Партечипацио 865-881 Дож Венеции
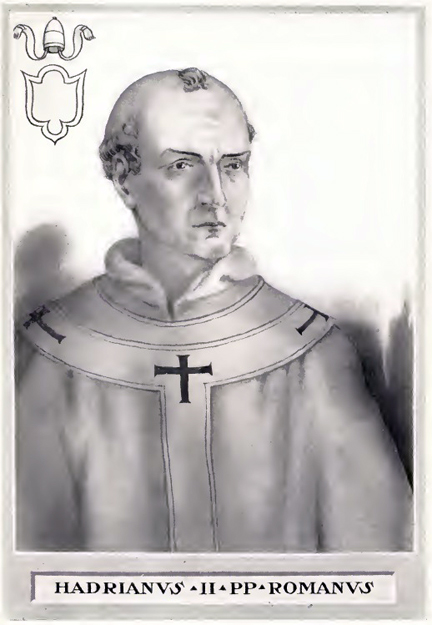
Адриан II 867-872 Папа римский